# 卡爾·華拿里
卡爾·華拿里（Carl Valeri，1984年8月14日—）是澳大利亞的一位足球運動員。在場上司職防守型中場。他現在效力於澳大利亞的丹德農城SC。自2007年開始至2014年，他曾代表澳大利亞國家足球隊參加比賽。

## 榮譽

### 球會
格羅瑟托
- 義大利足球丙一級聯賽冠軍：2006/07年
- 義大利足球丙一級聯賽超級盃冠軍：2007年

薩索羅
- 義大利足球乙級聯賽冠軍：2012/13年

### 國際賽
澳洲隊
- 大洋洲U17青年錦標賽冠軍：2001年
- 大洋洲U20青年錦標賽冠軍：2002年

## 外部連結
- OzFootball profile（页面存档备份，存于）